# Красноярське Управління Спеціального будівництва та ВТТ п/с 138
Красноярське Управління Спеціального будівництва та ВТТ п/с 138 (рос. КРАСНОЯРСКОЕ УПР. СПЕЦИАЛЬНОГО СТРОИТЕЛЬСТВА И ИТЛ П/Я 138, ИТЛ п/я 4) — підрозділ системи виправно-трудових установ ГУЛАГ. 
Організований 18.04.51;

закритий 16.10.51 (перетворений у ЛО п/я 138 з підпорядкуванням УИТЛ «ДС» ЕНИСЕЙСТРОЯ).

## Підпорядкування і дислокація
- Єнісейбуд МВС з 18.04.51.

Дислокація: м.Красноярськ.

## Виконувані роботи
- будівництво дослідного електрометалургійного заводу в Красноярську.

## Чисельність з/к
- 06.51 — 1449